# Afra (kommun)
Afra (franska: Afra (CR), Afra (Commune Rurale), arabiska: افلاندرا) är en kommun i Marocko.   Den ligger i provinsen Zagora och regionen Drâa-Tafilalet, i den nordöstra delen av landet, 400 km söder om huvudstaden Rabat. Antalet invånare är 8 317.